# 카불 은행
카불 은행은 카불에 본점을 둔 아프가니스탄의 상업 은행이다. 2004년에 설립되여 군인 봉급을 지불하는 주요 운행으로 운영되었다. 아프가니스탄 중앙 은행의 감독을 받고 있다.

## 역사

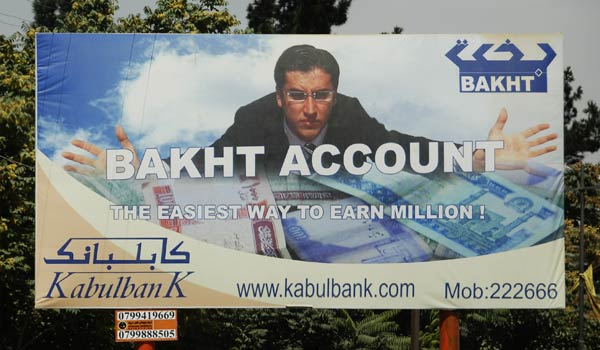
Bakht 계좌 (행운의 계좌) 광고판

카불 은행은 2004년에 설립되었다. 6년동안의 운영 이후, 2010년에 고객들이 은행에서 자금을 모두 철수시킬려는 사태가 벌어졌다. 그럼에도 불구하고, 카불 은행에는 아프가니스탄 정부 임금의 형태로 미국 원조로 약 10억 달러가 유입되었다. 카불 은행은 붕괴 직전의 상태였고 은행 각 지점마다 대량의 고객들이 모여 자신들의 예치금을 받으려 하였다.
카불 은행은 계좌가 아프가니스탄 아프가니, 미국 달러 그리고 유로로 개설 혹은 유지될 수 있다고 한다. 카불 은행은 자신들이 SWIFT와 연계되어 자금 이동이 용이하다고 주장한다. 카불 은행은 독일, 중국, 이란, 타지키스탄, 사우디 아라비아 그리고 인도 등 7개의 국제 금융 기관과 환거래관계를 맺고 있다.

## 같이 보기
- 국제 투명성 기구